# Мы (гурт)
«Мы» — російсько-український дрім-поп-гурт. До його складу входять Данило Шайхінуров і Даша Венту.

## Історія
До початкового складу гурту входили Данііл Шайхінуров і Єва Гурарі, раніше відома як Іванчихіна. Данило до 2013 року жив у Єкатеринбурзі, де окрім участі у власному гурті «Red Delishes», співпрацював з «Обидве две» і «Сансара». Пізніше Данііл створив дует La Vtornik, увійшов до складу тріо OQJAV і переїхав до Москви. Творчість Шайхінурова сподобалася колишньому головному редактору «GQ» Михайлу Ідову, і той запросив музиканта взяти участь у роботі над саундтреком до серіалу «Оптимісти». Єва Гурарі жила в Ростові-на-Дону, після чого переїхала з батьками до Ізраїлю, де продовжила навчання. До переїзду навчалася в 118 гімназії міста Ростова-на-Дону. Також відома як інстаграм-блогер fraukrauze і як виконавиця Mirèle.

### Створення гурту (2016—2017 роки)
Проєкт «Мы» з'явився 2016 року, після того як Данііл звернув увагу на пісню Єви в її Інстаграмі і запропонував зробити спільний запис. За короткий час у дуету вийшли подвійний альбом «Расстояние», міні-альбом і кілька синглів. Випустивши першу платівку навесні 2017 року, гурт організовує гастрольний тур клубами Росії. У вересні виходить новий кліп на пісню «Возможно», який набрав понад 17 мільйонів переглядів на Ютубі Крім пересічних любителів поп-музики, гурт помічають і залишають схвальні відгуки Михайло Козирєв і Юрій Дудь. Журнал «The Village» включив гурт до списку виконавців, чиї альбоми очікуються з найбільшим інтересом у 2018 році, назвавши дует одним із головних відкриттів російськомовного інді-попу 2017 року. «Афиша.ру» назвала дует «найбільш зворушливим гуртом 2017 року».

### Розпад дуету (2018 рік)
сторінка групи «Мы» в соціальній мережі «ВКонтакті»
22 січня 2018 року 19-річний студент МДТУ ім. Баумана Артем Ісхаков убив і зґвалтував 19-річну студентку Вищої школи економіки Тетяну Страхову. Після цього він наклав на себе руки, залишивши передсмертну записку, в якій вказав, що сприйняв текст пісні «Возможно» як заклик до вбивства: «Прости, мне придется убить тебя, ведь только так я буду знать точно, что между нами ничего и никогда уже не будет возможно». Наступного дня в мережі було запущено петицію про заборону пісні, що спонукала юнака до злочину. Учасників дуету «Мы» закликали вибачитися і понести відповідальність за свої дії. У відповідь Данііл Шайхінуров попросив не пов'язувати творчість із трагедією, що сталася. Єва Гурарі також прокоментувала подію у своєму Інстаграмі. 26 січня 2018 року на своїй сторінці «ВКонтакте» гурт «Мы» заявив про припинення діяльності, прикріпивши до посту нову пісню «Звёзды». За словами Данііла Шайхінурова, причиною розпаду стали розбіжності з творчих питань, а не недавня трагедія. В інтерв'ю «Дождю» він сказав, що Єва Гурарі збиралася закрити проект ще кілька місяців тому через конфлікт навколо нової пісні.
Незважаючи на заяву про розпад, 14 лютого група виклала нову пісню – «Плот». Через два тижні музиканти оголосили про випуск нового альбому навесні 2018 року, а також про тур містами Росії, України та Білорусі. З листопада 2018 року Єва перестала з'являтися в треках «Мы», почавши сольну кар'єру під псевдонімом Mirèle. Пізніше вона повідомила, що більше не планує працювати з Даніілом. Група «Мы» продовжила існування і після відходу Єви Гурарі.

### 2019—2020 роки
Літом 2019 року Данііл Шейк оголосив про фестиваль «МЫ-fest» і про набір виконавців, що зможуть взяти участь у ньому. Початком фестивалю став великий концерт у Києві 26 липня, де гурт останній раз зіграв разом з Євою. На фестивалі виступило 14 виконавців, 3 з яких є його власними проєктами.
6 травня 2020 року пройшов онлайн-концерт за підтримки з МТС. На концерті виступав як Данііл, так і Єва.
22 грудня 2020 року вийшов сингл невеликого проєкту «Kpbim», записаний разом зі «xenaex», пісні з якого після будуть перевидані на альбомі «Новый Мир, Ч.1».

### Оновлення дуету (2021—наш час)
13 серпня 2021 року вийшов новий альбом гурту під назвою «Новый Мир, Ч.1». До альбому ввійшли 7 нових пісень за участю нової учасниці гурту – Ксенії Шевченко (також відома під псевдонімом xenaex).
1 січня 2022 року оновлений дует випустив наступний альбом «Новый Мир, Ч.2».
На початку 2022 року Данііл повідомив про розпад дуету, після чого альбоми «Новый Мир, Ч. 1» і «Новый Мир, Ч. 2», записані з Ксенією Шевченко, але, через розрив зі співачкою, були видалені з усіх платформ, що викликало здивування у фанатів «МЫ».
У березні 2022 року знову оновлений дует із новою учасницею Дашею Венту випустив пісню «Надія», яка стала першою піснею дуету українською мовою. Текстом цієї пісні став вірш української поетеси Лесі Українки з однойменною назвою. Після цього дует випустив ще низку пісень українською мовою, висловлюючи таким чином підтримку українцям.
2 вересня 2022 року дует випустив альбом «VENTUSHAKE, Pt. 1».
23 грудня 2022 року вийшов альбом «VENTUSHAKE, Ч. 2», який зачіпає тему вторгнення Росії в Україну.
З початку 2023 року та по квітень 2024 року гурт випускає багато нових синглів, обіцяючи новий альбом. З серпня 2023 року і до початку 2024 року гурт регулярно, кожного тижня, випускав по одній пісні.

## Музичний стиль
Музика «Мы» є цікавим прикладом дрім-попу та інді-попу, обернутого у lo-fi стилістиці. Гурт, окрім дріму та інді, увібрав у себе елементи поп-року, ембієнту, акустики й альтернативної музики, що помітно на останніх релізах гурту. 
|                                                     | Мені подобаються пісні гурту МЫ того періоду (2016—2017) за те, що вони всі звучать як недокручені "демки", де дистанції між слухачем і виконавцем майже немає. Наче Єва Краузе тобі сама надіслала їх у приват на оцінку: "Вот, накидали что-то за ночь, чекни, интересно твоё мнение" ("Ось, накидали щось за ніч, чекни, цікава твоя думка"). |
| — Микола Редькін, Телеграм-канал «Сломанные пляски» | |

## Політична позиція
У перші дні початку вторгнення Росії в Україну 2022 року фронтмен гурту Daniel Shake перебував у Києві, де публікував звернення з підтримкою України та засудженням війни у соцмережах, після чого гурт підписав контракт з українським лейбом.
Після цих заяв фанати не можуть вирішити, до якої країни належить гурт. Уважається, що він є російсько-ізраїльским, тому що Daniel Shake був народжений у Росії, а Єва Гурарі є громадянкою Ізраїлю, але фактично зараз гурт є українським, так як Данило останні 4 роки проживав у Києві й уважає себе частиною українського суспільства, а Даша Венту є українкою за походженням.

## Дискографія
| Студійні альбоми 2017: Расстояние 2017: Расстояние. Pt 2 2018: Ближе 2018: Ближе. Part 2 2019: Рядом 2021: Новый Мир, Ч. 1 2022: НОВЫЙ МИР, Pt. 2 2022: VENTUSHAKE, Pt. 1 2022: VENTUSHAKE, Pt. 2 2024: VENTUSHAKE, Pt. 3 2024: СКАЗКА ПРО ВОСТОК И ЗАПАД 2024: ничего невозможного Міні-альбоми 2017: Расстояние. Pt 3 2018: Зима 2020: Kpbim 2021: Smile 2021: Только мы 2022: The world is deaf 2022: Не йди Сингли 2016: «Demo» 2017: «Таю» 2018: «Рядом» 2018: «Дети» 2019: «LOVE IS» (Мы & Счастливые люди) 2019: «Время» 2019: «Киты» (Мы & Сансара) 2019: «Утро» 2019: «Нелюбовь» 2019: "Приятно 2020: «Кус кус» 2021: «Купюра» 2021: «SORRYзизбы» 2021: «Признание» 2021: «Лучшие друзья» 2021: «Тебе к лицу» 2021: «Дни и ночи» 2022: «Надiя» 2022: «Все буде добре» 2022: «Dasha» 2022: «Game Over» 2022: «You are my love» 2022: «TikTok» 2022: «Свет» 2023: «Рожеве небо» 2023: «Диво» 2023: «Ад и рай» 2023: «Ад и рай 2» 2023: «Пули догоняют стрелка» 2023: «В последнюю осень» (Cover ДДТ) 2023: «Дельфины» (Cover Мумий Тролль) 2023: «Цветы» | Збірки 2019: «Рядом (Mixtape)» (Рядом с Евой) Альбоми WE 2019: «Welcome, Ptichka» 2019: «Welcome, Friends» 2019: «Welcome, West!, Pt. 1» 2019: «Welcome, West! , Ч. 2 (Live)» 2020: «8» 2020: «Welcome, West, Ч. 3» Сольні проєкти 2012: «Red Delishes, Vol. 1» 2016: «Знаки Зодиака» 2016: «Live Summer» 2016: «Loosen Me Up» 2018: «Расставание» 2019: «Live at Masterskayalab» 2020: «HOME» сольні альбоми Daniel Shake 2018: «Люболь» 2019: «Renaissance» 2019: «Свет/Тьма» 2019: «Кокон» 2020: «Пишу и стираю» 2023: «Косички» сольні альбоми Mirèle |

## Склад
Теперешній склад
- Daniel Shake — вокал, клавішні, укулеле, гітара, бас-гітара, ударні, програмування (2016 — н.ч.)
- Даша Венту (Dasha Ventu) — вокал (2022 — н.ч.)

Колишні учасники
- Єва Гурарі — вокал, укулеле, клавішні (2016—2019)
- Ксенія Шевченко (xenaex) — вокал, укулеле (2021—2022)

Тимчасові учасники
- Евгеній Пьянков — клавішні, бас-гітара, бек-вокал (2018—2019)
- Антон Шохірев — ударні, перкусія (2018—2019)
- Марина Демещенко (polnalyubvi) — вокал (підчас МЫ-fest 2019)

Часова шкала